# Grafschaft Benon
Die Grafschaft Benon (auch Benaon) um den Ort Benon bei La Rochelle gehörte ursprünglich zum Herzogtum Aquitanien und kam mit diesem an die Krone. 1307 wurde Benon als eigenständiges Lehen ausgegliedert. 1378 tauschte Pernelle, Vizegräfin von Thouars und Gräfin von Dreux zwei Drittel ihrer Grafschaft gegen die Châtellenien Benon und Fontenay-l’Abbatu (heute Frontenay-Rohan-Rohan); Benon wurde in diesem Zusammenhang zur Grafschaft erhoben.
Über Pernelles Tochter Isabeau de Thouars kam Benon an das Haus Amboise, deren Erbe wiederum das Haus La Trémoille war. Der Titel eines Grafen von Benon wurde bis zum Beginn des 18. Jahrhunderts geführt, geht dann aber gegenüber den Herzogstitel der Familie unter.

## Grafen von Benon

### Haus Thouars
- Pernelle, Vicomtesse de Thouars, Comtesse de Benon, Dame de Talmont; ⚭
- Clément Rouault, genannt Tristan, Vicomte de Thouars, Comte de Benon, Seigneur de Talmont
- Isabeau de Thouars, Gräfin von Dreux und Benon, Vizegräfin von Thouars; ⚭ Guy II. de Nesle, X 1352, Marschall von Frankreich (Haus Clermont); ⚭ II Ingelger I. d‘Amboise, † vor 1373, genannt le Grand Sire d’Amboise

### Haus Amboise
- Pierre II. d’Amboise, † 1418/22, Vicomte de Thouars, Graf von Benon
- Louis d’Amboise, † 1469, dessen Neffe, Graf von Benon, Vizegraf von Thouars.
- Marguerite d’Amboise, † 1475, dessen Tochter, ⚭  Louis I. de La Trémoille, † 1483, Graf von Guînes, Graf von Benon, Vicomte de Thouars

### Haus Sainte-Maure
Bei Père Anselme werden darüber hinaus als Grafen von Benon (Benaon) bezeichnet:
- Jean I. de Sainte-Maure, Seigneur de Montgauger und Nesle, Comte de Benon; er war der Enkel von Ingelger d’Amboise aus dessen ersten Ehe, der mit Maria von Flandern, seine Mutter Marguerite d’Amboise war eine Halbschwester von Pierre II. d’Amboise. Jean de Saint-Maure war also kein Nachkomme der Grafen von Benon aus dem Haus Thouars
- Jean II. de Sainte-Maure, Comte de Benon, Seigneur de Nesle, de Montgauger, de Beaulieu et de La Haye, dessen Sohn

Die Nachkommen von Jean II. führen nicht mehr den Titel eines Grafen von Benon, jedoch den eines Grafen von Nesle.

### Haus La Trémoille
- Louis I. de La Trémoille, † 1483, Graf von Guînes, Graf von Benon, Vicomte de Thouars
- Louis II. de La Trémoille, X 1525, dessen Sohn, Vicomte de Thouars, Prince de Talmond, Comte de Guînes et de Benon, dessen Sohn
- François, † 1541, dessen Enkel,  Vicomte de Thouars, Prince de Talmond, Comte de Guînes, de Benon et de Taillebourg,
- François, † 1555, dessen Sohn, comte de Benon, baron de Montaigu, de Mareuil et de Mornac, seigneur de Curson et de Champdolent,
- Louis III. de La Trémoille, † 1577, dessen Bruder, Fürst von Talmont, Fürst von Tarent, Graf von Taillebourg und Benon, Herr von Gençay
- Louis de La Trémoille, † jung, dessen Sohn
- Claude de La Trémoille, † 1604, dessen Bruder, Herzog von Thouars und La Trémouille, Fürst von Talmont und Tarente, Graf von Laval, Taillebourg und Benon, Graf von Guînes und Baron von Sully.
- Frederic (1602–1642), dessen Sohn, Graf von Benon und Laval
- Henri de La Trémoille, † 1674, Herzog von Thouars, Herzog von La Trémoille, Fürst von Talmont und Fürst von Tarent, Graf von Laval, Montfort, Taillebourg und Benon, Baron von Quintin.
- Henri Charles de La Trémoille, † 1672, Herzog von La Trémouille, prince de Talmont und de Tarente, comte de Laval, de Montfort, de Taillebourg und de Benon.
- Charles Belgique Hollande de La Trémoille, † 1709, Herzog von Thouars, Pair von Frankreich, Herzog von La Trémoille, Fürst von Tarent, Graf von Laval, Montfort und Benon.